# Aloe zebrina
Aloe zebrina é uma espécie de Liliopsida do gênero Aloe, pertencente à família Asphodelaceae.
Nomes comuns: aloé-zebra